# 関ヶ原 (テレビドラマ)
『関ヶ原』（せきがはら）は、東京放送創立30周年記念番組として、司馬遼太郎の小説『関ヶ原』を原作に、TBS系にて1981年1月2日から1月4日まで3夜連続で放映された大型時代劇。

## 概要
石田三成と徳川家康を主人公に、豊臣秀吉の死から天下分け目の関ヶ原の合戦に至るまでの過程を壮大なスケールで描く。3夜分合計でCM抜きの正味時間は、5時間半を超える約333分。劇場映画では不可能な長尺で物語を描き出した長時間ドラマ。
このドラマの最大の特徴は、それまで「家康に無謀な戦いを挑んだ愚か者」もしくは「太閤亡き後の実権を握ろうとした奸臣」として描かれがちだった三成を、司馬の原作に即した「豊臣家への忠義に篤い正義漢」として主人公に据えた点にある。このドラマの放映前にもNHK大河ドラマ『黄金の日日』などのように三成が悪役でないドラマはあったが、それら諸作でも三成は脇役の立ち位置であり、本格的に三成を主人公に据えたのはこのドラマが初めてである。ただし、主役だからと美化するのではなく、融通の利かない性格から敵を増やし破滅していく過程を客観的に描く視点は、原作に忠実である。逆に、家康に関しては「百戦錬磨の巨怪」として抜群の存在感で描きながらも、原作ほどの徹底した「陰謀家の狸オヤジ」という描き方はせず、「戦場を潜りぬけてきた男ならではの剛直」ぶりを漂わせたり、関ヶ原の戦いの後に豊臣家の忠臣としての三成に敬意を表して涙するといった、一面的でない、懐の大きさも備えた人物として描いている。

## 物語
物語は、天正遣欧少年使節のメンバーだった原マルチノが、ローマ教皇庁に関ヶ原の合戦の顛末を書簡で知らせるという形で語られる。

### 第1夜「夢のまた夢」
1598年8月、天下人・太閤豊臣秀吉が世を去った。秀吉の遺志を継ごうとする石田三成は、天下取りの野望に燃える内大臣徳川家康と対立を深めていく。やがて朝鮮の役に従軍していた諸将たちが帰国、武断派の筆頭であった福島正則、加藤清正らと三成と親しい小西行長らの反目も始まる。豊臣政権の内部分裂をよそに家康が勢力を伸ばしていく中、家康に次ぐ実力者である前田利家が死去。それを待っていたかのように福島・加藤らが三成の暗殺を計画。生命の危険を感じた三成は、小西や宇喜多秀家らの反対を押し切り、家康邸に逃げ込む。

### 第2夜「さらば友よ」
三成は家康の調停により危機を脱したが、奉行職を解かれ佐和山城に隠退させられてしまう。親豊臣派の大名たちを排斥して、ますます勢力を伸ばしていく家康に対し、三成と結んだ会津の上杉景勝がその専横を責めて戦の準備を始めた。激怒した家康は諸将を集めて上杉征伐を宣言し、大軍を率いて東国に下った。伏見を発つ夜、三成の挙兵を確信する家康は、伏見城の留守居を託した老臣・鳥居彦右衛門と別れの杯を酌み交わす。一方、三成の親友・大谷刑部は佐和山城に三成を訪れたところで三成から打倒家康の計画を告げられる。刑部は命を捨てる覚悟で三成の挙兵に加わる。細川忠興夫人ガラシャは人質としての大坂入城を拒否し屋敷に火を放って命を絶つ。この夜、日本は二つに割れた。

### 第3夜「男たちの祭り」
挙兵した三成の檄に応え、毛利輝元・島津義弘・小早川秀秋らの諸将が大坂に参集した。鳥居彦右衛門の守る伏見城を落とした西軍と東国から転進して西に向かう東軍が関ヶ原で相まみえた。1600年9月15日早朝、合戦の火蓋が切られる。三成・宇喜多・大谷・小西らの奮闘で西軍優勢の内に戦いは進んだが、毛利・小早川・島津らの諸隊が動かない。正午、徳川隊から鉄砲を撃ちかけられた小早川隊がついに動いた。しかし松尾山の陣営から雪崩のように駆け下った小早川隊が殺到したのは、山麓に陣を敷く味方の大谷隊だった。

## スタッフ
- 原作 - 司馬遼太郎
- 脚本 - 早坂暁
- 演出 - 高橋一郎・鴨下信一
- プロデューサー - 大山勝美
- 音楽 - 山本直純
- テーマ演奏 - ニニ・ロッソ
- 演奏 - オズムジカ
- 古楽器演奏 - コレギウム・ミカエルム
- 殺陣 - 國井正廣
- 美術監修 - 高津年晴
- 能 - 観世栄夫、銕仙会
- 振付 - 杉昌郎、花柳糸之
- ロケ協力 - 原町市役所商工観光課、相馬野馬追執行委員会
- 製作著作 - TBS

## 出演

### 東軍
- 徳川家康（東軍盟主、五大老筆頭、武蔵国江戸城主、江戸内大臣） - 森繁久彌
- 福島正則（反三成派大名、豊臣七将、尾張国清洲城主、幼名・市松） - 丹波哲郎
- 徳川秀忠（家康三男、前中納言、中山道別働隊総大将） - 中島久之
- 鳥居元忠（家康の重臣、伏見城の城将、通称・彦右衛門） - 芦田伸介
- 本多忠勝（家康の重臣、徳川四天王、通称・平八郎） - 高松英郎
- 井伊直政（家康の重臣、徳川四天王、幼名・万千代） - 井上孝雄
- 伊奈図書頭（家康の旗本、上杉家への詰問使、図書頭） - 横森久
- 佐野忠成（家康の旗本、大坂留守居役） - 伊豆肇
- 村越茂助（家康の旗本、清洲城への使者） - 藤木悠
- 源蔵（本多正信の配下、島左近を襲撃） - 浜田晃
- 本多正信（家康の謀臣、中山道別働隊軍監、佐渡守、通称・弥八郎） - 三國連太郎
- 加藤清正（反三成派大名、豊臣七将、肥後国熊本城主、幼名・虎之助） - 藤岡弘
- 浅野幸長（反三成派大名、豊臣七将、甲斐国甲府城主） - 竹内のぶし
- 黒田長政（反三成派大名、豊臣七将、豊前国中津城主） - 菅野忠彦
- 加藤嘉明（反三成派大名、豊臣七将、伊予国松前城主） - 石橋雅史
- 池田輝政（反三成派大名、豊臣七将、三河国吉田城主） - 神太郎
- 細川忠興（反三成派大名、豊臣七将、丹後国宮津城主） - 竹脇無我
- 堀尾忠氏（遠江国浜松城主、信濃守） - 角野卓造
- 山内一豊（遠江国掛川城主、対馬守） - 千秋実
- 田中吉政（三河国岡崎城主、兵部大輔） - 溝口舜亮
- 真田信幸（真田昌幸嫡男、伊豆守、上野国沼田城主）- 西田健
- 前田利長（前田利家嫡男、織田信長女婿、前中納言、利家死後、五大老就任）- 長谷川哲夫
- 横山山城（前田家家老、家康への釈明使、山城守） - 横沢祐一
- 中川光重（前田家家老） - 丸山博一
- 小笠原少斎（細川家家老、大坂留守居役） - 中村竜三郎

### 西軍
- 石田三成（五奉行、事実上の西軍盟主、近江国佐和山城主、治部少輔、幼名・佐吉） - 加藤剛（子役・中田勇）
- 島左近（石田家重臣） - 三船敏郎
- 小早川秀秋（寝返り組［松尾山］、秀吉の甥、筑前国名島城主、金吾中納言） - 国広富之
- 直江兼続（西軍首脳［在会津］、上杉景勝の重臣で石田三成の親友、山城守） - 細川俊之
- 大谷吉継（西軍首脳、三成の親友、越前国敦賀城主、刑部少輔） - 高橋幸治
- 小西行長（西軍首脳、親三成派の大名、肥後国宇土城主） - 川津祐介
- 安国寺恵瓊（西軍首脳、毛利氏の外交僧） - 神山繁
- 石田隼人正（三成の嫡男） - 中野健
- 毛利輝元（五大老、名目上の西軍総帥、毛利元就の孫、中国120万石の太守、安芸中納言） - 金田龍之介
- 宇喜多秀家（五大老、軍事面の西軍総帥、備前国岡山城主、備前中納言） - 三浦友和
- 上杉景勝（五大老、上杉謙信の養子、若松城主、会津中納言） - 三沢慎吾
- 島津義弘（傍観組［北国街道］・維新入道・薩摩・大隅・日向の国主） - 大友柳太朗
- 吉川広家（傍観組［南宮山］、毛利氏の重臣、出雲国富田城主） - 勝部演之
- 舞兵庫（石田家重臣） - 草薙幸二郎
- 八十島道与（石田家家臣） - 藤城裕士
- 平岡石見（寝返り組［松尾山］、小早川家家老） - 久米明
- 毛利秀元（傍観組［南宮山］、輝元の養子、長府宰相） - 山下勝也
- 島津豊久（傍観組［北国街道］・維新入道義弘の甥）- 高田大三
- 長束正家（五奉行、丹羽長秀の元家臣、近江国水口城主） - 森塚敏
- 増田長盛（五奉行、大和国郡山城主） - 平田昭彦
- 真田昌幸（信濃国上田城主、安房守、徳川秀忠の東軍別働隊と交戦） - 玉川伊佐男
- 真田幸村（昌幸次男、大谷吉継女婿、左衛門佐）- 南条弘二
- 明石全登（宇喜多家客将）- 城所英夫
- 丹羽長重（丹羽長秀嫡男、加賀国小松城主、当初は東軍に所属、後に加賀で前田利長軍と交戦）- 矢崎滋
- 湯浅五助（大谷吉継近侍）- 寄山弘
- 弥一（島左近の家来）- 常田富士男

### 女性たち
- 初芽（三成の愛妾、黒田長政[4] の間者） - 松坂慶子
- 北政所（秀吉の正室、実名・寧々、高台院） - 杉村春子
- 淀殿（秀吉の側室、秀頼の生母、浅井長政と市の娘、織田信長の姪、初・江実姉、幼名・茶々） - 三田佳子（子役・佐々木美枝）
- 芳春院（実名・まつ、前田利家の正室） - 沢村貞子
- 阿茶の局（家康の側室） - 京塚昌子
- 細川ガラシャ（本名・玉子、細川忠興の正室で敬虔なキリシタン、明智光秀の娘） - 栗原小巻
- お夏（家康の側室） - 古手川祐子
- 旭姫（駿河御前、家康の継室、秀吉の妹） - 三戸部スエ
- 大蔵卿（淀殿の乳母、女官）-賀原夏子
- 出雲の阿国（女歌舞伎の頭領） - 木の実ナナ
- 孝蔵主（北政所の女官）- 三崎千恵子
- 清原マリア（実名・糸、細川ガラシャの侍女、清原枝賢の娘） - 賀田裕子
- 村越茂助の妻 - 沢田雅美
- お市の方（淀殿の生母、織田信長実妹） - 山本恵子
- 老婆（美濃国の百姓） - 浦辺粂子

### その他
- 豊臣秀吉（太閤） - 宇野重吉
- 豊臣秀頼（秀吉の子、中納言） - 岩瀬浩規
- 前田利家（五大老次席、加賀国金沢城主、加賀大納言） - 辰巳柳太郎
- 前田玄以（五奉行筆頭、民部卿法印、徳善院） - 庄司永建
- 浅野長政（五奉行次席、弾正少弼、甲斐国甲府城主） - 稲葉義男
- 原マルチノ（天正遣欧少年使節の副使、助祭） - 田中健
- 伊東マンショ（天正遣欧少年使節の主席正使） - 堀越大史
- 千々石ミゲル（天正遣欧少年使節の正使） - 阿部一喜
- 中浦ジュリアン（天正遣欧少年使節の副使） - 菅野孝之
- ヴァリニアーノ神父（在坂の司祭） - マイケル・ホーガン
- 名古屋山三（蒲生家浪人で槍の名手、阿国の情夫）-三浦洋一
- 国友寿斎（近江国友鉄砲鍛冶の頭領） - 笠智衆
- 国友寿助（国友の若衆）- 松田章
- 神谷宗湛（博多の豪商）- 北村和夫
- 北庵法印（奈良興福寺の医師、島左近の岳父） - 大滝秀治
- 曲直瀬法印（秀吉の御殿医）- 坂田金太郎
- 日野屋主人（近江水口宿の旅籠） - 藤原釜足
- 善説（近江古橋村・三珠院住職） - 下元勉
- 与次郎大夫（近江古橋村の名主） - 今福将雄
- ナレーション - 石坂浩二

## 評価
東京放送（TBS）の開局30周年を記念して局として全力をあげて制作したドラマであり、放映時の視聴率は最高18.4%を記録した。主演の石田三成役に加藤剛、徳川家康役に森繁久彌、島左近役に三船敏郎という絶妙な配役をはじめ、丹波哲郎・三國連太郎・宇野重吉・辰巳柳太郎・杉村春子・沢村貞子・栗原小巻などといった当時舞台や銀幕の重鎮として知られた俳優を脇役端役に配した超豪華キャストは「奇跡のキャスティング」と呼ばれ話題となった。クレジットの並びに苦心した結果、「東軍」「西軍」で流している。
司馬の壮大な原作を早坂暁が損なうことなく脚本に起し、再現してみせたドラマである。また、ノウハウの蓄積が問われがちな時代劇であるにもかかわらず、映画会社への外注はせずに自社制作で社員ディレクターが演出、「ドラマのTBS」の面目を賭けた意気込みも壮とされた。関ヶ原の合戦でのエキストラは3500人を動員しており、これはNHK大河ドラマ『葵 徳川三代』の関ヶ原合戦のエキストラ500人を大きく上回っている。
三成を演じた加藤剛が著書「こんな美しい夜明け」（岩波書店）の中で、このドラマと三成への愛着を語っている。
放映当時フジテレビで時代劇制作にあたっていた能村庸一も当作での加藤剛の演技について「余人を以って代え難い適役」と高く評価して、終幕近く、捕縛されて大津城門前に曝された三成と馬上から揶揄してくる福島正則の場面について「いかにも加藤らしい凛とした爽やかさだった。それにしても〈正義〉〈信義〉という言葉が彼ほど自然に響く俳優が他にいるだろうか…」と自著で述懐している。

## 分割放送版
本作はその後、1981年10月11日から同年11月29日まで7回にわたって、日曜20:00 - 20:55に分割放送されたことがあった。

### サブタイトル（分割放送版）
| 回 | 放送日   | サブタイトル |
| -- | -------- | ------------ |
| 1  | 10月11日 | 夢のまた夢   |
| 2  | 10月18日 | 春の嵐       |
| 3  | 10月25日 | 風変動し     |
| 4  | 11月8日  | 友よさらば   |
| 5  | 11月15日 | 男たちの祭り |
| 6  | 11月22日 | 裏切りの風景 |
| 7  | 11月29日 | 夢の炎       |

※11月1日は「セイコー・スーパー・テニス」（ヴィンセント・ヴァン・パタン×マーク・エドモンドソン）中継（19:30 - 20:55）のため、19:30の『人間ふしぎ不思議』と共に休止。
（参考：「読売新聞・新聞縮刷版」1981年10月11日 - 11月29日各付けのラジオ・テレビ欄）
| TBS系 日曜20時枠                        | TBS系 日曜20時枠                             | TBS系 日曜20時枠        |
| 前番組                                  | 番組名                                       | 次番組                  |
| --------------------------------------- | -------------------------------------------- | ----------------------- |
| 日曜特集 ※20:00 - 20:55 ↓ 19:30 - 20:55 | 関ヶ原 （分割放送版） 【当番組よりドラマ枠】 | 鞍馬天狗 （草刈正雄版） |

## 備考
- 本放送時のサブタイトルには「第一夜」「第二夜」「第三夜」の冠が付いていた（例：第一夜 夢のまた夢）が、1980年代に発売されたVHS・2001年に発売されたDVD等のソフト版では冠無しのサブタイトルのみが表示された（CS・TBSチャンネルでの再放送の際は冠付きの放送バージョンが使われている）。2017年に発売されたデジタルリマスターDVD及びBlu-rayに於いてはCS放送に同じく本放送時バージョンの冠付きサブタイトルが表示されている（第1話と第2話に原作者の司馬遼太郎と主演の森繁久彌、加藤剛の鼎談も収録。本放送時は番組「第一夜」冒頭で放送された）。
- 上記のようにCS・TBSチャンネルでもたびたび再放送が行われ、司馬・加藤・森繁の鼎談もオンエアされた。
- 司馬遼太郎が死去した1996年に追悼番組として関東地方のみ地上波再放送。
- 2009年12月06日、CS・TBSチャンネルにおいて、同年11月に逝去した森繁久彌の追悼番組として一挙放送された。
- 島左近役の三船敏郎のほか、山内一豊役の千秋実、浅野長政役の稲葉義男、旅籠日野屋主人役の藤原釜足ら、映画『七人の侍』の主要キャストが数多く登場している。
- 本作放送直前に、島左近を演じた三船敏郎が同じTBSの人気番組『8時だョ!全員集合』に戦国武将の出で立ちで番宣出演し、当時流行していたヒゲダンスを披露した。また小早川秀秋を演じた国広富之も『クイズダービー』に出演し、収録時のエピソードなどを語っている。
- 1981年（昭和56年）1月1日（木曜日）付の「毎日新聞」に掲載された番組の特集記事には、「データ関ケ原」と題して、
  - 制作費/予算5億5千万円。大幅にアシが出た
  - 出演俳優/セリフのある人だけで118人
  - 出演エキストラ/実数で3500人
  - 参加スタッフ/120人
  - 収録/スタジオで29日。ロケ35日。ロケ地は福島県相馬ヶ原、彦根、伏見、関ヶ原、富士五湖など20ヶ所
  - 台本印刷費/400万円
  - 関係者弁当代/570万円。約1万個の計算
  - 出演の馬/400頭
  - 合戦シーンのノボリ/300本
  - 同陣屋のクイ/450本
  - 使ったVTR/70時間分
  - けいこ開始/昨年8月15日
  - 三本目の完成/1月2日

などの記述があり、ギリギリまで編集作業が行われていた事がわかる。また、同記事では、第三話（第3夜）のタイトルが『裏切り風景』となっている（実際の第3夜のタイトルは『男たちの祭り』）。
- 放映当時の番組宣伝惹句
「“空前”とはこの大作にこそふさわしい　“絶後”とはこの合戦をおいて無い」
- 系列局のひとつNBC長崎放送では、第2夜の放送時間（土曜21時台）は当時NTV系列枠であり、高視聴率番組だった『熱中時代教師編第2シリーズ』の同時ネット枠であったが、特別措置で当番組の同時ネットを行い、『熱中時代』は後日時差放送された。
- 北政所役の杉村春子は本作品収録当時、名古屋で舞台『華岡青洲の妻』公演中であった。本作プロデューサーの大山勝美は、空前絶後の超大作たる本作には日本を代表する女優である杉村の参加が必要不可欠との思いから、収録スケジュールと舞台公演の時期が重なっている事を承知の上で出演を交渉した。杉村は大山から既に出演が決定していた他の俳優陣のリストを提示されると、「よくもまあこれだけ（の豪華俳優陣を）集めたわねえ!」と驚嘆し、出演を快諾したという。しかし前述の如く収録時期と名古屋公演の時期が重なっていた為、杉村は名古屋での公演を終えるとそのままTBSの手配したハイヤーに乗り込み、東名高速道路を飛ばして帰京、夜を徹して収録に参加、明け方再びハイヤーで名古屋へとんぼがえりして舞台公演に出演した。それは北政所のシーンを全て撮り終えるまで4日間ほど続いた。重鎮・杉村のその姿勢を見て、他の豪華出演者たちの誰も我侭をいう事なくスムースに収録は進んだという。[6]
- 時代劇研究で著書の多い春日太一は自著「時代劇ベスト100」と増補文庫版の「時代劇ベスト100+50」の両作で、当作を「これだけは押さえておきたい」作品群の1本に選んで高く評価している。春日は当作で三國演じる正信について「正信には人間味はまるでない。（策謀をもって）人の心を操るのが楽しくてたまらない…この高慢な策謀家を三國は実に不気味に演じている。声は荒げることなく、いかなる時でも低く押し殺す。それでいて、家康に策を献する時、嫌味な笑顔を絶やさない。そして家康以外の前では絶えず視線を落とし、感情を見せず、ただ訥々と要件のみを伝える。あくまで、家康の影に徹しているのだ。それが一段とこの男の得体の知れなさを増幅させ、妖怪的な不気味さをいつも漂わせる」と演技に注目している。当作の脚本で早坂は原作最終場面の台詞を生かしながら、ドラマ最終場面に原作とは異なって正信を登場させ、初芽との会話を描いているが、この場面についても春日は正信の様子について「一度だけ、人間的な一面を見せている」と言及、最後に「一人残された正信は『一人の女も愛したことがなかった……」と呟く。この時の三國の背中には、戦いに生涯を捧げた男の虚しさが漂っていた」ととりわけ印象に残る場面として挙げていた[7]